# Blaco
Blaco (em grego: Βλάχ; romaniz.: Blách) ou Balaco (em grego: Βαλάχ; romaniz.: Balách) foi um huno do século VI. Era rei dos sabires e esposo de Boa, com quem teve dois filhos. Após sua morte ca. 528, foi sucedido por ela no trono. Para Maenchen-Helfen, a forma reconstruída de seu nome, *Balaq, talvez deriva de malaq, "bezerro". Também pode ser que signifique, segundo Golden, "criança, jovem" ou "jovem de um animal".